# Katie Summerhayes
Katie Summerhayes (* 8. Oktober 1995 in Sheffield) ist eine britische Freestyle-Skierin. Sie startet in den Freestyledisziplinen.

## Werdegang
Summerhayes trat erstmals international im Februar 2011 bei den Freestyle-Skiing-Weltmeisterschaften 2011 in Park City in Erscheinung. Dort belegte sie den 14. Platz auf der Halfpipe und den 11. Rang im Slopestyle. Im selben Monat holte sie im Slopestyle mit dem zweiten Platz bei den Austrian Freeski Open in Kaprun und dem dritten Platz bei den European Freeski Open in Laax ihre ersten Podestplatzierungen bei der AFP World Tour. Im Freestyle-Skiing-Weltcup debütierte sie im März 2012 in Mammoth und kam dabei auf den zehnten Rang im Slopestyle. Ebenfalls in der Saison belegte sie bei den Aspen/Snowmass Open den zweiten Platz im Slopestyle. In der Saison 2012/13 erreichte sie bei den Austrian Freeski Open in Kaprun und beim Weltcup in Silvaplana den zweiten Platz. Bei den Freestyle-Skiing-Weltmeisterschaften 2013 in Voss errang sie den vierten Platz im Slopestyle. Im März 2013 gewann sie bei den Juniorenweltmeisterschaften in Chiesa in Valmalenco die Bronzemedaille im Slopestyle. In der folgenden Saison belegte sie beim Weltcup in Gstaad und bei der SFR Tour in La Clusaz den zweiten Platz. Bei ihrer ersten Olympiateilnahme 2014 in Sotschi wurde sie Siebte im erstmals ausgetragenen Slopestyle-Wettbewerb. Im März 2014 holte sie bei den Juniorenweltmeisterschaften in Chiesa in Valmalenco die Goldmedaille im Slopestyle. Bei den Freestyle-Skiing-Weltmeisterschaften am Kreischberg gewann sie die Silbermedaille im Slopestyle. Im April 2015 kam sie beim AFP World Tour Finale in Whistler im Slopestyle und im Big Air auf den zweiten Platz. In der AFP Big Air Wertung kam sie auf den dritten Platz. In der Saison 2017/18 wurde sie Zweite im Slopestyle beim Weltcup in Stubai und Siebte im Slopestyle bei den Olympischen Winterspielen 2018 in Pyeongchang.